# Crack in the World
Crack in the World  és una pel·Lícula de ciència-ficció de desastres del dia del judici final estatunidenca de 1965 filmada a Espanya. Es tracta d'uns científics que llancen un míssil nuclear a l'escorça terrestre, per alliberar l'energia geotèrmica del magma de sota; però accidentalment desencadena una destrucció cataclísmica que amenaça de tallar la terra en dos. Va ser llançat per Paramount Pictures el 24 de febrer de 1965.

## Argument
Un consorci internacional de científics, que opera com a Projecte Espai Interior a la República de Tanganyika, Àfrica, està intentant aprofitar l'energia geotèrmica de la Terra perforant un forat molt profund. al nucli de la Terra. Els científics es veuen frustrats per una capa de material extremadament densa. Per penetrar la barrera i arribar al magma de sota, tenen la intenció de fer detonar un dispositiu atòmic al fons del forat.
El líder del projecte, el Dr. Stephen Sorenson (Dana Andrews), que s'està morint en secret de càncer, creu que el dispositiu atòmic s'obrirà pas a través de la barrera, però el geòleg cap del projecte, el Dr. Ted Rampion (Kieron Moore), està convençut que les capes inferiors de l'escorça s'han debilitat per dècades de proves nuclears subterrànies, i que la detonació podria produir una esquerda massiva que amenaçaria l'existència mateixa de la Terra.
S'utilitza l'aparell atòmic i les pors de Rampion estan justificades, ja que l'escorça de la Terra desenvolupa una enorme esquerda que avança ràpidament al llarg d'una fallada, provocant terratrèmols i tsunamis al seu pas. Rampion adverteix a un comitè de líders mundials que l'esquerda és capaç d'estendre's més enllà de la falla, i que si encerclés la Terra, fent que les masses terrestres es dividissin, els oceans serien aspirats, generant vapor a una pressió prou alta per trencar la Terra.
Mentrestant, Sorenson descobreix que hi havia un enorme dipòsit d'hidrogen sota terra, que va convertir la petita explosió atòmica convencional en una enorme termonuclear que era milions de vegades més potent. Un altre dispositiu atòmic, baixat a la cambra magmàtica d'un volcà insular en el camí de l'esquerda, s'utilitza amb l'esperança d'aturar l'esquerda, però només inverteix la direcció de l'esquerda. Finalment, l'esquerda s'acosta al seu punt de partida al lloc de prova, i s'espera que una gran part del planeta delineada per l'esquerda sigui llançada a l'espai. Sorenson roman al centre de control subterrani per gravar l'esdeveniment, malgrat les súpliques de la seva dona Maggie d'evacuar-se amb la resta del personal del projecte. Ella i Rampion amb prou feines escapen del lloc de prova a temps per observar el naixement ardent d'una segona lluna. El seu alliberament atura l'esquerda i la Terra sobreviu.

## Repartiment
- Dana Andrews com a Dr. Stephen Sorensen
- Janette Scott com a Dr. Maggie Sorensen
- Kieron Moore com el Dr. Ted Rampion
- Alexander Knox com Sir Charles Eggerston

## Producció
El rodatge va tenir lloc a Madrid i als voltants, que va ser escollit pels seus costos de producció més baixos. La producció va durar unes set setmanes. L'assessor tècnic de la pel·lícula era el veí del productor Glasser, un geòleg.

## Recepció
Variety va escriure que era més creïble que la premissa habitual de ciència-ficció i va elogiar els seus efectes especials. Howard Thompson de The New York Times la va anomenar "el millor thriller de ciència-ficció d'aquest any". Time Out London la va qualificar de "increïblement creïble" i va descriure les imatges del final com a inquietants.